# Schedonorus achersonianus
Schedonorus achersonianus là một loài thực vật có hoa trong họ Hòa thảo. Loài này được (Dörfl.) Holub miêu tả khoa học đầu tiên năm 1998.